# John D. Rockefeller
John Davison Rockefeller (Richford, savezna država New York, 8. srpnja 1839. - Ormond Beach, Florida, 23. svibnja 1937.) bio je američki industrijalac, naftni magnat i filantrop. Osnivač je obitelji Rockefeller koja je svoje bogatstvo stekla u naftnoj industriji. Brat je Williama Rockefellera.
Osnivač je naftne tvrtke Standard Oil Company  1870. godine koju je vodio dok se nije službeno umirovio 1897. godine. Kako su petrolej i benzin dobivali na važnosti, Rockefellerovo je bogatstvo raslo. Postao je najbogatiji čovjek na svijetu i prvi Amerikanac s više od milijardu dolara. Ime Rockefeller postalo je istoznačnica za milijardera. Kad se uračuna inflacija, često se Rockefellera smatra za najbogatijeg čovjeka u povijesti. Prema procjeni časopisa Forbes iz 2007. godine ekvivalent njegovoga bogatstva u trenutku smrti, 1937. godine, bio bi 663.4 milijarde dolara. Za vrijeme života, a i naknadno, često je bio optuživan za nemoralnu poslovnu praksu zbog čega su njega i druge industrijalce tog razdoblja nazivali barunima razbojnicima.
Rockefeller je proveo posljednjih 40 godina svoga života u mirovini. Svoje bogatstvo je trošio uglavnom na stvaranje modernoga sustava ciljanog dobročinstva. On je to bio u mogućnosti učiniti kroz stvaranje zaklada koje su imale veliki utjecaj na medicinu, obrazovanje i znanstvena istraživanja. Njegove zaklade bili su začetnici razvoja medicinskih istraživanja, te su bile ključne u iskorjenjivanju rudarske gliste i žute groznice.
Rockefeller je također osnivač i Sveučilišta u Chicagu i Sveučilišta Rockefeller (u New Yorku) te je financirao osnivanje Središnjega filipinskog sveučilišta na Filipinima. Bio je odan sjeverni baptist te je podržavao mnoge crkvene institucije i projekte. Rockefeller se suzdržavao alkohola i duhana tijekom cijeloga života.

## Životopis

### Mladost
John D. Rockefeller bio je drugo od šestero djece, rođen u Richfordu, u saveznoj državi New York, kao sin Williama Averyja Rockefellera (13. studenoga 1810. – 11. svibnja 1906.) i Elize (Davison, 12. rujna 1813. – 28. ožujka 1889.) Obitelj s očeve strane potječe iz Neuwieda, današnje Porajnje-Falačka u Njemačkoj. I danas u Neuwidu postoje obitelji s tim i sličnim prezimenima. Neki rodoslovi su utvrđivali podrijetlo nekih od njegovih predaka od francuskih hugenota koji su pobjegli u Njemačku u 17. stoljeću.:str. 3.,10.
Njegov otac William - prvotno drvosječa, zatim trgovački putnik - sebe je opisivao kao "botaničkoga liječnika" i prodavao je eliksire.
Majka Eliza, kućanica i pobožna baptistikinja, borila se održavajući doma privid stabilnosti, budući je William često bivao odsutan na dulje vrijeme. Ona se također morala nositi s muževim švrljanjem i dvostrukim životom koji je uključivao i bigamiju.:str. 43. Mladi Rockefeller činio je svoj dio u redovnom kućanstvu i zarađivao dodatni novac uzgajanjem purana, prodajom krumpira i slatkiša, a na kraju posuđivanjem malih svota novca susjedima. On je slijedio očev savjet "trgovati jela za plate" i uvijek dobivao bolji dio svakog posla. Big Bill jednom se pohvalio, "Ja varam svoje dečke svakom prilikom. Želim ih napraviti oštrima.":str. 15.-16.
Kad je bio dječak, njegova obitelj preselila se u Moraviju, u saveznoj državi New Yorku, i, 1851. godine, u Owego, gdje je pohađao Akademiju Owego. Godine 1853., njegova se obitelj preselila u Strongsville, predgrađe Clevelanda. Rockefeller je pohađao Cleveland Central High School, a zatim je uzeo desetotjedni poslovni tečaj na Folsom's Commercial College, gdje je studirao knjigovodstvo.
Usprkos očevim izostancima i čestim obiteljskim selidbama, mladi Rockefeller dobro se ponašao, te bio ozbiljan i studiozan dječak. Njegovi suvremenici opisivali su ga kao povučenoga, ozbiljnoga, pobožnoga, metodičnoga i diskretnoga. Bio je odličan u raspravama, a i precizno se izražavao. Rockefeller je također gajio duboku ljubav prema glazbi i sanjao o tome kao mogućoj karijeri.:str. 40. Vrlo rano pokazao je dar za brojeve i računovodstvo.

### Karijera prije Standard Oila

#### Računovodstvena karijera
U rujnu 1855. godine, kada je Rockefeller imao šesnaest godina, dobio je prvi posao kao pomoćni knjigovođa, radeći za malu proviziju u tvrtki pod nazivom Hewitt & Tuttle. On je radio prekovremeno i radosno, kao što se kasnije prisjećao, u "posvemšnjoj metodičnosti i sustavnosti". Bio je osobito vješt u izračunu troškova prijevoza, što mu je poslužilo i kasnije u karijeri. Puna plaća za njegova prva tri mjeseca rada bila je 50 dolara (50 centi dnevno).:str. 47. Kao mladić, Rockefeller je navodno izjavio kako su njegove dvije velike ambicije zaraditi 100.000 dolara i živjeti 100 godina.

#### Poslovna partnerstva
Godine 1859. Rockefeller se upustio u posao s partnerom, Mauriceom B. Clarkom, kada su podigli 4.000 dolara kapitala. Rockefeller je od tada stalno naprjedovao, zarađujući novac svake godine u svojoj karijeri.:str. 25. Nakon veleprodaje prehrambenih proizvoda, partneri su 1863. godine izgradili rafineriju nafte u "Ther flatsu", zatim u rastućoj Clevelandskoj industrijskoj zoni. Rafinerija je bila u izravnom vlasništvu "Andrews, Clark & Company", koju su činili Clark & Rockefeller, kemičar Samuel Andrews, i dva brata M. B. Clarka. Trgovina naftom je tada bila u povojima. Kitovo ulje postalo je preskupo za široke slojeve i ljudima je trebalo jeftinije gorivo za rasvjetu opće namjene.:str. 73., 74.
Dok se njegov brat Frank borio u građanskome ratu, Rockefeller je nastojao proširiti svoj posao. Davao je novac za potrebe Unije, kao i mnogi bogati sjevernjaci koji su htjeli izbjeći borbu.:str. 28. U veljači 1865. godine, u nečemu što je kasnije povjesničar naftne industrije Daniel Yergin opisao kao "kritični" događaj, Rockefeller je otkupio udio braće Clark za 72.500 $ te tako osnovao tvrtku "Rockefeller & Andrews". Tada je rekao: "To je bio dan koji je odredio moju karijeru.":str. 32. Bio je u dobrom položaju iskorištavanja poslijeratnog prosperiteta i velikog širenja prema zapadu, potaknutog rastom željezničkih pruga i gospodarstva zasnovanoga na nafti. Teško je posuđivao, zadržavao je dobit i brzo se prilagođavao promjenama tržišta, te je istaknuo promatrače za praćenje brzo šireće industrije.:str. 32., 35.

#### Začeci naftnoga poslovanja
Godine 1866., njegov brat William Rockefeller izgradio je još jednu rafineriju u Clevelandu i doveo Johna u partnerstvo. Godine 1867., Henry M. Flagler postao je njihov partner te su skupa osnovali tvrtku Rockefeller, Andrews & Flagler. Do 1868. godine, Rockefeller je nastavio s praksom zaduživanja i reinvestiranja profita, kontrole troškova i korištenja rafinerijskoga otpada. Tvrtka je imala u vlasništvu dvije clevelandske rafinerije i marketinšku podružnicu u New Yorku. Bila je to najveća rafinerija nafte na svijetu. Rockefeller, Andrews & Flagler bila je prethodnik Standard Oil Company.

### Standard Oil

#### Osnivanje i rani rast
Do kraja Američkog građanskog rata, Cleveland je bio jedan od pet glavnih rafinerijskih centara u SAD-u (osim Pittsburgha, Philadelphije, New Yorka, i regija u sjeverozapadnoj Pennsylvaniji, odakle je većina nafte potjecala). U lipnju 1870., Rockefeller je osnovao tvrtku Standard Oil of Ohio, koje je ubrzo postala najprofitabilnija rafinerija u državi Ohio. Standard Oil je rastao kako bi postao jedan od najvećih prevoznika nafte i petroleja u zemlji. Željeznice su se žestoko borile za promet i, u pokušaju da se stvori kartel za kontrolu prijevoza tereta, formirana je South Improvement Company, u dosluhu sa Standard oilom i drugim tvrtkama izvan glavnih naftnih centara.:str. 42. Kartel je dobio povlašteni tretman kao prijevoznik velikih količina tereta, koji je uključivao ne samo velike popuste i do 50% na njihove proizvode, ali i popuste za pošiljku konkurentskih proizvoda.:str. 42. Dio tog programa bila je najava oštrog porasta naplate tereta. Ovo dotaknuo oluju prosvjeda od neovisnih vlasnika bušotina, uključujući bojkote i vandalizme, što je na kraju dovelo do otkrića udjela tvrtke Standard Oil u tom poslu. Glavna Njujorška rafinerija, Charles Pratt and Company, na čelu s Charlesom Prattom i Henryjem H. Rogersom, vodila je protivnike ovog plana. Pennsylvania je ukinula povelju kartela i obnovljene su jednake cijene za sve.:str. 43.
Neometan, iako isprva omalovažavan u tisku, Rockefeller nastavio sa svojim ciklusima kupnji konkurentskih rafinerija, poboljšavajući učinkovitosti svojih operacija, pritiskom radi popusta za prijevoze nafte, potkopavajući svoju konkurenciju, sklapajući tajne dogovore, podižući investicijske bazene, i kupujući suparničke tvrtke. U manje od četiri mjeseca godine 1872., što će kasnije biti poznato kao "Clevelandsko osvajanje" ili "Clevelandski pokolj", Standard Oil je apsorbirao 22 od svojih 26 Clevelandskih konkurenata.:str. 44. Na kraju su čak i njegovi bivši antagonisti, Pratt i Rogers, uvidjeli uzaludnost daljnjeg natjecanja protiv Standard Oila. Godine 1874. oni su tajnim sporazumom postali vlasništvo Standard oila. Pratt i Rogers su postali Rockefellerovi partneri. Rogers je, štoviše, postao jedan od Rockefellerovih ključnih ljudi u formiranju Standard Oil Trusta. Prattov sin, Charles Pratt Millard je postao tajnik Standard Oila. Mnogima od svojih konkurenata, Rockefeller je samo trebao pokazati svoje knjige, kako bi mogli vidjeti protiv čega se bore, te bi im dao ponudu. Ako bi odbili njegovu ponudu, on bi i rekao da će ih odvesti u stečaj te onda jeftino pokupovati njihovu imovinu na dražbi. On je sebe vidio kao industrijskog spasitelja, "anđela milosrđa", upijajući slabe i praveći industriji u cjelini jačom, učinkovitijom i konkurentnijom.:str. 46. Standard OIl je rastao vodoravno i okomito. Razvio je svoje plinovode, vagone cisterne i dostavne mreže. Zadržao je cijene nafte niskima kako bi suzbio suparnike, napravio svoje proizvode pristupačnim za prosječno kućanstvo, te povećao tržišni prodor, ponekad prodajući ispod cijene, ako je potrebno. Razvio je preko 300 proizvoda zasnovanih na nafti. Do kraja 1870-ih, Standard je rafinirao preko 90% nafte u SAD-u:str. 48.-49., a Rockefeller je postao milijunaš.:str. 52.
Godine 1877., Standard se sukobio s tvrtkom Pennsylvania Railroad, svojim glavnim prijevoznikom. Rockefeller je zamislio korištenje cjevovoda kao alternativnog prijevoz nog sustava za naftu i počeo kampanju za njegovu izgradnju i stjecanje.:str. 171. Željeznica, gledajući Standardov upad u prijevoz i polja plinovoda, je uzvratila i formirala podružnicu za kupnju i izgradnju rafinerija nafte i cjevovoda.:str. 57. Standard je uzvratio i suzdržavao svoje pošiljke, a uz pomoć drugih željezničkih tvrtki, započeo je rat cijenama koji dramatično smanjuje tereta plaćanja i izazvao nerede rada, kao dobro. Rockefeller kraju prevladao i željeznica je prodala sve svoje naftne interese Standardu. No, u razdoblju nakon tog sukoba, 1879. godine Commonwealth of Pennsylvania optužio je Rockefellera na temelju optužbi za monopoliziranje trgovine naftom, počevši lavinu sličnih sudskih postupaka u drugim državama i dizanjem problema oko poslovne prakse Standard Oila na državnu razinu.:str. 58.

#### Monopol
Standard Oil je postupno stekao gotovo potpunu kontrolu nad preradom nafte i marketingom u SAD-u kroz vodoravnu integraciju. U naftnoj industriji, Standard Oil je zamijenio stari sustav distribucije s vlastitim vertikalnim sustavom. Isporučivao je petrolej vagonima cisternama koji su donosili gorivo na lokalna tržišta i cisternama onda isporučivali privatnim kupcima, zaobilazeći pritom postojeću veleprodajnu mrežu.:str. 253. Unatoč poboljšanju kvalitete i dostupnosti petrolejskih proizvoda čime je uvelike smanjena njihova cijena (cijena petroleja pala je za gotovo 80%), poslovne prakse Standard Oila su stvorile intenzivne kontroverze. Standardovo najmoćnije oružje protiv konkurencije su bile dumpinške cijene, diferencijalne cijene, i tajni popusti na prijevoz.:str. 258. Tvrtka je napadana od strane novinara i političara tijekom svog postojanja, u svezi tih monopolističkih metoda, davajući zamah anti-trust pokretu. Do 1880., prema New York Worldu, Standard Oil je bila "najokrutnija, drska, neumoljiva, i najmonopolističkija tvrtka koja je ikad postojala na zemlji.":str. 60. Rockefeller je odgovorao na kritike: "U poslu tako velikom kao naš ... vjerojatno će biti učinjene neke stvari koje ne mogu odobriti. Mi ih ispravljamo čim saznamo na njih.":str. 60.
U to vrijeme, mnogi zakonodavci su otežavali poslovanje u jednoj, a rukovođenje u drugoj saveznoj državi. Kao rezultat toga, Rockefeller i njegovi suradnici posjedovali su desetke zasebnih korporacija koje su poslovale u samo jednoj državi, što im je upravljanje cijelim poduzećem činilo nezgrapnim. Godine 1882., Rockefellerovi odvjetnici stvorili su inovativni oblik korporacije kako bi centralizirali svoje posjede, praveći Standard Oil Trust.:str. 61. "Trustovska" je korporacija sastavljena od korporacija, a njena veličina i bogatstvo su privukli veliku pozornost. Devet povjerenika, uključujući Rockefellera, vodilo je 41 tvrtku u sklopu trusta.:str. 61. Javnost i mediji odmah su postali sumnjičavi oko ovog novog pravnog subjekta, ali i drugih tvrtki preuzetih na taj način i radeći simulacije, dodatno raspaljivajući pozornost javnosti. Standard Oil je stekao auru nepobjedivosti, uvijek prevladavajući nad konkurentima, kritičarima i političkim neprijateljima. Ona je postala najbogatiji, najveći i najzastrašujući posao na svijetu, gomilajući dobit iz godine u godinu.:str. 249.
Njeno veliko američko carstvo uključivalo je 20.000 domaćih bušotina, 4000 milja plinovoda, 5000 vagona-cisterni i preko 100.000 zaposlenih.:str. 249. Njen udio u svjetskoj preradi nafte skočio je iznad 90%, ali je polako pao na oko 80% do kraja 19. stoljeća .:str. 67. Unatoč formiranju trusta koji je izgledao otporan na kokurenciju, 1880-tih je Standard Oil prošao svoj vrhunac moći na svjetskom tržištu nafte. Rockefeller napokon odustao od svog sna o kontroli cjeloupne svjetske prerade nafte, priznavši kasnije, "Shvatili smo da će javno mišljenje biti protiv nas, ako budemo u stvarnosti prerađivali svu tu naftu.":str. 67. Tijekom vremena inozemna konkurencija i nova nalazišta u inozemstvu ugrozila su njegovu nadmoć. U ranim 1880-tim, Rockefeller je stvorio jednu od svojih najvažnijih inovacija. Umjesto izravnog utjecaja na cijenu sirove nafte, Standard Oil je provodio neizravnu kontrolu mijenjanjem tarifa za pohranu nafte kako bi se prilagodio tržišnim uvjetima. Rockefeller je tada naložio izdavanje certifikata protiv nafte pohranjene u svojim cjevovodima. Ovi certifikati su postali predmet trgovanja špekulanata, stvarajući tako prvo tržište naftom. Nacionalna naftna razmjena otvorena je u Manhattanu krajem 1882. kako bi se olakšalo trgovanje.:str. 259.
Iako je 1880-tih još uvijek 85% ukupne svjetske proizvodnje nafte i dalje dolazilo iz Pennsylvanijskih nalazišta, bušotine u Rusiji i Aziji počele su polako dospijevati na svjetsko tržište.:str. 242. Robert Nobel je osnovao svoju vlastitu rafiniriju poduzeće u brojnim i jeftinijim ruskim naftnim poljima, uključujući i prvi regionalni cjevovod za naftu i prvi svjetski tanker. Pariški Rothschild skočio je u tržišnu bitku sa svojim financijama.:str. 246. Dodatna polja su otkrivena u Burmi i Javi. Čak i važnije, izumljena je žarulja koja je postupno počela nagrizati dominaciju petroleja u rasvjeti. No, Standard Oil se prilagodio, razvijajući svoju europsku prisutnost, šireći se i na proizvodnju prirodnog plina u SAD-u, a zatim benzina za automobile, koja je do tada bio smatran nusproizvodom.:str. 68.
Standard Oil je preselio svoje sjedište u New York, na Broadway 26, a Rockefeller je postao središnja figura u gradskoj poslovnoj zajednici. Kupio je godine 1884. osobno prebivalište na 54. ulici u blizini palača drugih magnata poput Williama Vanderbilta. Godine 1887., Kongres je osnovao Povjerenstvo za međudržavnu trgovinu koje je bilo zaduženo za provođenje jednakih naplata za sve željezničke terete, ali do tada je Standard oil bio ovisan više o cjevovodnom transportu. Veća prijetnja nadmoći Standard Oila bio je Sherman Antitrust Act 1890, izvorno korišten za kontrolu sindikata, ali je kasnije odigrao središnju ulogu u raspadu Standard Oil-ovog trusta.:str. 69. Ohio bio posebno snažan u primjeni državnih anti-trustovskih zakona, i konačno prisilio Standard Oil of Ohio na odvajanje od ostatka tvrtke godine 1892., što je bio prvi korak u raspuštanju trusta.:str. 69.
U zadnjem desetljeću 19. stoljeća, Rockefeller je proširio svoj posao sa rudama željeza i njihovim prijevozom, došavši u sukob s čeličnom magnatom Andrewom Carnegiejem. Njihovo suparništvo je postalo glavna tema novinara i karikaturista.:str. 77. Rockefeller se također upustio u masovnu kupnju polja nafte u Ohiju, Indiani, i Zapadnoj Virginiji, jer su se izvorna naftna polja u Pennsylvaniji počela iscrpljivati.:str. 287. Usred frenetične ekspanzije, Rockefeller je počeo razmišljati o mirovini. Svakodnevno upravljanje trustom predao je u ruke Johna Dustina Archbolda. Kupio je novi posjed, Pocantico Hills, sjeverno od New Yorka, provodeći sve više vremena u slobodnima aktivnostima, uključujući nove sportove biciklizam i golf.:str. 79.-80.
Nakon uspona na mjesto predsjednika, Theodore Roosevelt je pokrenuo desetke tužbi pod Shermanovioma atrutrustovskim zakonom i postigao usvajanje reformi u Kongresu. Godine 1901., tvrtka US Steel, sada pod kontrolom J. Pierpont Morgana, nakon što je kupila čeličnu imovinu Andrewa Carnegieja, dala je ponudu za kupnju i Standardovih. Poslom kojim posredovao Henry Clay Frick razmijenjeni su Standardove koncesije za željezo zalihe US Steela, a Rockefeller i njegov sin dobili su članstvo u upravi tvrtke. U punoj mirovini u dobi od 63 godine, Rockefeller zaradio preko 58 milijuna dolara na investicijama iz 1902.:str. 84.
Jedan od najučinkovitijih napada na Rockefellera i njegovu tvrtku bila je publikacija iz 1904. "Povijest Standard Oil Company", autorice Ide Tarbell. Ona je dokumentirala tvrtkine špijunaže, ratove cijenama, trapave marketinške taktike i izbjegavanje sudova.:str. 89. Iako je njezin rad zahtijevao veliku reakciju protiv tvrtke, Tarbell tvrdi da je bila iznenađena njenom veličinom. "Nikad nisam imala animozitet protiv njihove veličine i bogatstva, nikada prigovorila njihovom korporativnom obliku. Bilo mi je jasno da trebaju kombinirati i rasti kao velika i bogata tvrtka, kao što su mogli, ali samo legitimnim sredstvima. Ali, oni nikada nisu igrali pošteno, i to uništilo njihovu veličinu u meni. "(Tarbellin otac je izbačen iz naftnog biznisa afere s tijekom afere South Improvement Company)
Rockefeller je odgovorio pozvavši "Gospođicu Tarbarrel" u privatni razgovor, ali je u javnosti rekao samo "ni riječi o toj zabludjeloj ženi.":str. 89. Umjesto toga Rockefeller je započeo javnu kampanju kako bi prikazao svoju tvrtku i sebe u boljem svjetlu. Iako je već dugo održavao politiku aktivne tišine s novinarima, odlučio se sam učiniti više pristupačnim i odgovorao pomirljivim komentarima poput "kapital i rad su obje divlje sile koje zahtijevaju inteligentno zakonodavstvo koje bi ih držalo u ograničenju.":str. 91. Napisao je i objavio svoje memoare početkom 1908.
Kritičari su smatrali njegovo pisanje dezinficiranim i neiskrenim i mislili da su izjave poput "temeljni, bitni element uspjeha u poslovanju je slijediti utvrđene zakone poslovima visoke klase" u sukobu s njegovim pravim poslovnim metodama.:str. 91.
Rockefeller i njegov sin nastavili su konsolidirati svoje naftne interese najbolje što su mogli dok država New Jersey, godine 1909., nije promijenila svoje zakone kako bi se omogućilo učinkovito ponovno stvaranje trusta u obliku jednog holdinga. Rockefeller zadržao svoj nominalni naslov predsjednika do 1911. i zadržao svoje dionice. Na kraju 1911., Vrhovni sud Sjedinjenih Američkih Država presudio je da tvrtka Standard Oil iz New Jerseyja krši Shermanov Antitrustov Zakon. Do tada je trust još uvijek imao 70% tržišnog udjela prodaje naftnih derivata, ali samo 14% opskrbe SAD-a sirovom naftom.:str. 93. Sud je presudio da je trust nastao iz nezakonite monopolske prakse i naredio njegovo razdvajanje u 34 nove tvrtke. To su, među mnogim drugima, Continental oil, koja je postala Conoco, sada dio tvrtke ConocoPhillips; Standard of Indiana, koja je postala Amoco, sada dio BP; Standard of California, koja je postala Chevron, Standard oil of New Jersey, koji je postao Esso (i kasnije, Exxon), sada dio ExxonMobil-a, Standard oil of New York, koji je postao Mobil, sada dio ExxonMobila, a Standard Ohio, koji je postao Sohio, sada je dio BP. Pennzoil i Chevron su ostale odvojene tvrtke.:str. 112.
Rockefeller, koji rijetko je prodavao dionice, zadržao je više od 25% dionica Standarda u posjedu u vrijeme raspada.:str. 333. On je, kao i svi dioničari, primio proporcionalne udjele u svakoj od 34 tvrtke. U danima nakon toga, Rockefellerova je kontrola nad naftnom industrijom nešto smanjena. Međutim, u idućih deset godina, raspad se također pokazao iznimno korisnim za njega. Kombinirane neto vrijednosti tvrtki su porasle pet puta i Rockefellerovo je osobno bogatstvo skočilo na 900 milijuna dolara.:str. 93.

### Dobrotvorni rad
Još od svoje prve plaće, Rockefeller je davao deset posto zarade svojoj crkvi. Njegov crkva je bila kasnije povezana sa sjevernom baptističkom konvencijom, koja je bila sastavljena od američkih baptista na sjeveru s vezama u svojim povijesnim misijama kako bi uspostavila škole i fakultete za oslobođenike na Jugu nakon Američkog građanskog rata. Kako je Rockefellerovo bogatstvo raslo, tako su rasla i njegova davanja, prvenstveno u obrazovne i javne zdravstvene svrhe, ali i za osnovne znanosti i umjetnosti. Njega je savjetovao prvenstveno Frederick Taylor Gates nakon 1891., te, nakon 1897., i njegov sin.
Godine 1884., Rockefeller je donirao velika sredstva za koledž u Atlanti za afro-američke žene, koji je postao Spelman College (nazvan po Rockefellerovoj rodbini sa ženine strane koji su bili gorljivi abolicionisti prije građanskog rata). Najstariji postojeći objekt na Spelmanovom kampusu, Rockefeller Hall, dobio je ime po njemu. Rockefeller je također dao značajne donacije Sveučilištu Denison i drugim baptističkim fakultetima.
Rockefeller je donirao 80 milijuna dolara Sveučilištu u Chicagu pod Williamom Raineyjem Harperom, pretvarajući godine 1900. mali baptistički fakultet u instituciju svjetske klase. Također je dao potporu odboru američkih baptističkih misionara za strane misije, američkom društvu baptističkih stanih misionara za uspostavu Središnjeg filipinskog sveučilišta, prvog baptističkog Sveučilišta u Aziji, godine 1905.
Njegov Opći obrazovni odbor, osnovan godine 1903, osnovan je u cilju promicanja obrazovanja na svim razinama posvuda u zemlji. U skladu s povijesnim misijama baptista, odbor je bio posebno aktivan u podržavanju crnačkih škola na Jugu. Rockefeller je također pružao financijsku potporu etabliranim institucijama na istoku kao što su Yale, Harvard, Columbia, Brown, Bryn Mawr, Wellesley i Vassar.
Unatoč tomu što je sam bio homeopat, Rockefeller je (na Gatesov savjet) postao je jedan od prvih velikih dobročinitelja medicinske znanosti. Godine 1901., on je osnovao Rockefeller Institut za medicinska istraživanja u New Yorku. Ono je godine 1965 promijenilo ime u Sveučilište Rockefeller, nakon što je proširilo svoj krug djelovanja i na diplomsko obrazovanje. Ono se povezuje s 23 nobelovca. Godine 1909. osnovao je Rockefellerovo sanitarno povjerenstvo, organizaciju koja je na kraju iskorijenila bolest rudarske gliste, koji je dugo mučila ruralna područja na američkom Jugu.
Godine 1913. osnovao je Zakladu Rockefeller kako bi nastavio i proširio opseg rada sanitarnog povjerenstva, koje je zatvoreno 1915. On je dao gotovo 250 milijuna dolara za osnivanje zaklade,:str. 713. koja se fokusirala na javno zdravstvo, medicinsku obuku i umjetnost. Osnovao je Johns Hopkins školu higijene i javnog zdravstva, prvu takve vrste. Zaklada je također izgradila Peking Union Medical College u Kini u istaknutu instituciju. Godine 1920., Zaklada Rockefeller financirala je kampanju za iskorjenjivanje rudarske gliste preko Međunarodnog zdravstvenog odbora. Ova kampanja je koristila kombinaciju politike i znanosti, uz suradnju između zdravstvenih djelatnika i vladinih dužnosnika kako bi ostvarila svoje ciljeve.
Rockefellerova četvrta glavna dobrotvorna aktivnost, Spomen-zaklada "Laura Spelman Rockefeller", osnovana je godine 1918. Kroz tu zakladu je podržavao rad na društvenim znanostima. Kasnije je apsorbirana u Zakladu Rockefeller. Sveukupno, Rockefeller je donirao oko 550 milijuna dolara u dobrotvorne svrhe.
Rockefeller je postao poznat u svom kasnijem životu po praksi davanju kovanica odraslima i djeci kamo god je šao. On je čak davao kovanice kao razigranu gesta i bogatašima, kao što su mogul Harvey Firestone.:str. 613.-614.

### Smrt
John D. Rockefeller umro je od arterioskleroze 23. svibnja 1937. godine, dva mjeseca prije svog 98. rođendana, u "the Casement", njegovome domu u Ormond Beachu, Florida. Pokopan je na Lake View Cemetery u Clevelandu.

## Obitelj
Godine 1864. Rockefeller se oženio Laurom Celestijom Spelman (1839. – 1915.). Imali su 4 kćeri i 1 sina. 
- Elizabeth Rockefeller (1866. – 1906.)
- Alice Rockefeller (14. srpnja 1869. – 20. kolovoza 1870.)
- Alta Rockefeller (1871. – 1962.)
- Edith Rockefeller (1872. – 1932.)
- John Davison Rockefeller ml. (1874. – 1960.)

Rockefeller je svojevremeno izjavio kako bi bez svoje supruge ostao siromah budući je njena prosudba uvijek bila bolja od njegove.:str. 25

## Naslijeđe
Rockefeller je imao dugu i kontroverznu karijeru u naftnoj industriji koju je slijedila duga dobrotovorna karijera. Njegov imidž je amalgam od svih iskustava njegovih suvremenika. Ti suvremenici su bili njegovi bivši suparnici, od kojih su mnogi bili otjerani u propast, ali i mnogi drugi koji su prodali svoje posjede za velik novac (ili udio u Standard Oilu, jer je Rockefeller često nudio svoje dionice umjesto gotovine), a i neki koji su postali vrlo bogati kao menadžeri i suvlasnici u Standard Oilu. To je uključivalo također političare i pisce, od kojih su neki služili Rockefellerovim interesima, a neki od njih su izgradili svoje karijere boreći se protiv Rockefellera i njemu sličnih baruna razbojnika.
Biograf Ron Chernow napisao je o Rockefelleru:
Bez obzira na te različite aspekte svoga javnog života, Rockefeller u konačnici može biti zapamćen jednostavno po sirovoj veličini svog bogatstva. Godine 1902., revizija je pokazala da Rockefeller vrijedi oko 200 milijuna dolara, u odnosu na ukupni BDP SAD-a od 24 milijarde dolara u to doba. Njegovo bogatstvo je i dalje značajno raslo (u skladu s američkim gospodarskim rastom), nakon što je potražnja za benzinom porasla, dosegnuvši na kraju oko 900 milijuna dolara uoči Prvog svjetskog rata, uključujući i značajne udjele u bankarstvu, prijevozu, rudarstvu, željeznici drugim industrijama. Prema osmrtnici iz New York Timesa, "procijenjeno je nakon što se gospodin Rockefeller povukao iz poslovanja da je skupio blizu 1,5 milijarde dolara zarade trusta Standard Oila i iz svojih drugih investicija. To je vjerojatno najveća količina bogatstva koju nijedan privatni građanin nije nikada bio u mogućnosti akumulirati vlastitim naporima". U vrijeme njegove smrti godine 1937., Rockefellerovo se preostalo bogatstvo, uglavnom vezano u trajnu obiteljsku zakladu, procjenjivalo na 1,4 milijarde dolara, dok je ukupni nacionalni BDP bio 92 milijarde dolara Prema nekim metodama obračuna bogatstva, Rockefellerova neto vrijednost tijekom posljednjih desetljeća njegova života jednostavno bi ga stavila kao najbogatiju poznatu osobe u novijoj povijesti. Po udjelu bogatstva u odnosu na postotak BDP Sjedinjenih Američkih Država, niti jedan drugi američki poduzetnik - uključujući Billa Gatesa ili Sama Waltona nije mu se ni približio.
Biograf Allan Nevins, odgovarajući Rockefellerovim neprijateljima, zaključio je:
Rockefellerovo bogatstvo, raspodijeljeno kroz sustav zaklada i udruženja, i dalje je financiralo obiteljske filantropske, komercijalne i, na kraju, političke aspiracije tijekom 20. stoljeća. Unuk David Rockefeller bio je vodeći njujorški bankar, služeći više od 20 godina kao predsjednik Uprave Chase Manhattan (sada dio JPMorgan Chase). Drugi unuk, Nelson Rockefeller, bio je republikanski guverner New Yorka i 41. potpredsjednik Sjedinjenih Američkih Država. Treći unuk, Winthrop Rockefeller, bio je republikanski guverner Arkansasa. Praunuk, John D. "Jay" Rockefeller IV je trenutno senator iz Zapadne Virginije i njen bivši guverner, a drugi, Paul Winthrop Rockefeller, bio je deset godina zamjenik gauvernera Arkansasa.
Rockefeller, u dobi od 86 godina, napisao sljedeće riječi kroz koje je sažeo svoj život:
Rano sam naučio raditi, kao i igrati se,
Moj život je jedan dugi, sretni praznik;
Pun posla i pun igre-
Prestao sam se brinuti na putu-